# Spathodus
Spathodus is een geslacht van straalvinnige vissen uit de familie van de cichliden (Cichlidae).

## Soorten
- Spathodus erythrodon Boulenger, 1900
- Spathodus marlieri Poll, 1950